# Otha Wearin

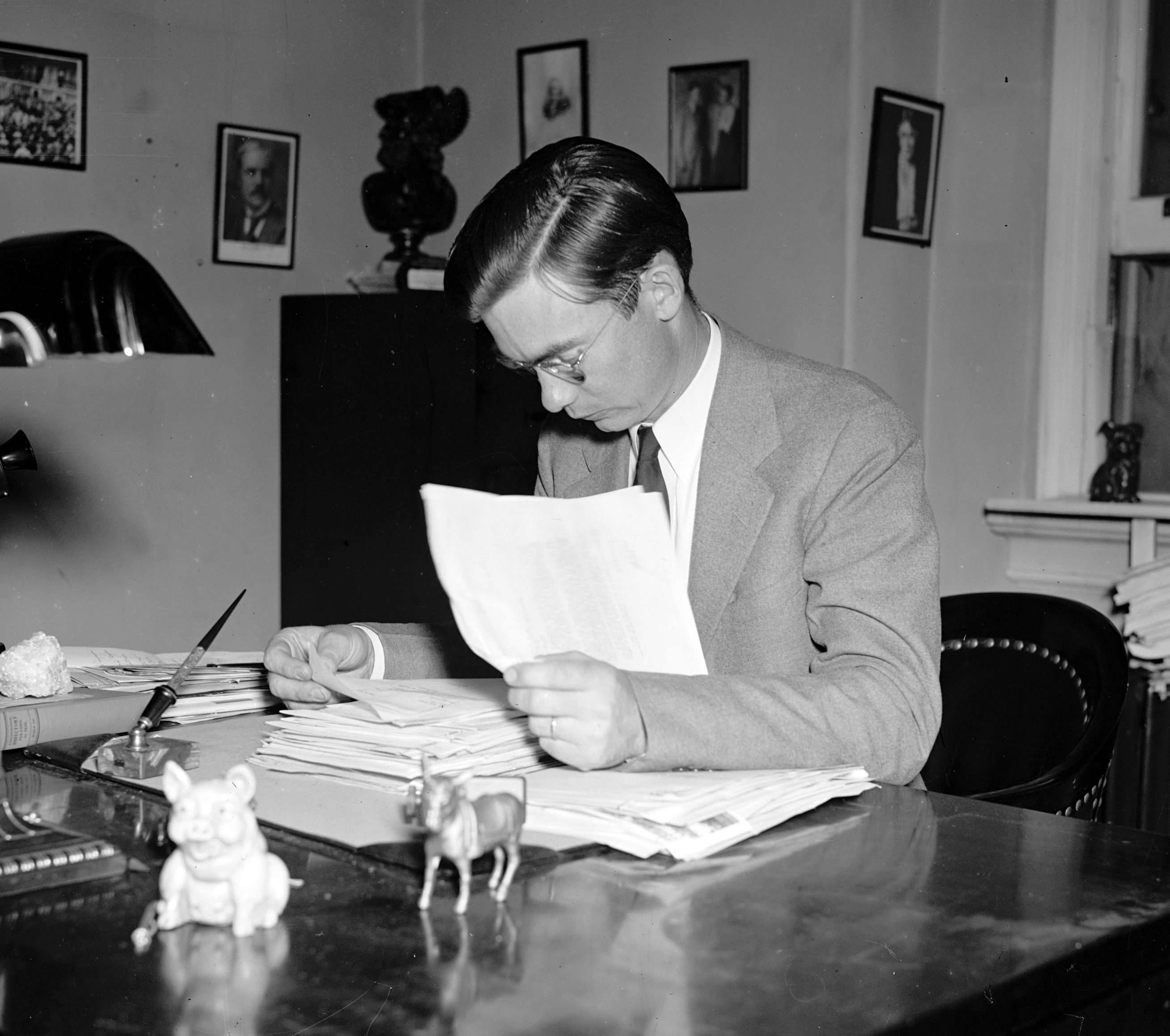
Otha Wearin

Otha Donner Wearin (* 10. Januar 1903 bei Hastings, Mills County, Iowa; † 3. April 1990 in Glenwood, Iowa) war ein US-amerikanischer Politiker. Zwischen 1933 und 1939 vertrat er den Bundesstaat Iowa im US-Repräsentantenhaus.

## Werdegang
Otha Wearin wurde auf einer Farm in der Nähe von Hastings geboren. Er besuchte die öffentlichen Schulen seiner Heimat einschließlich der Tabor Academy, die er im Jahr 1920 absolvierte, und des Grinnell College, das er im Jahr 1924 verließ. Danach bewirtschaftete er seine Farm in Hastings. In der Zwischenzeit hatte er sich bereits als Autor einiger Artikel einen Namen gemacht, der ihm den Einstieg in die Politik erleichterte. Wearin bereiste Europa und studierte die dortigen Landwirtschaftsformen. Seine Erkenntnisse veröffentlichte er in einem Buch.
Politisch war Wearin Mitglied der Demokratischen Partei. Von 1926 bis 1928 war er Kämmerer des Schulbezirks in seiner Heimat. Zwischen 1928 und 1932 saß er als Abgeordneter im Repräsentantenhaus von Iowa. Im Jahr 1930 war er Vorsitzender der Rechtskommission (Judicial Convention) der Demokratischen Partei. In den Jahren 1936 und 1940 war Otha Wearin Delegierter zu den Democratic National Conventions, auf denen US-Präsident Franklin D. Roosevelt jeweils für die Wiederwahl nominiert wurde.
1932 wurde Wearin im siebten Wahlbezirk von Iowa in das US-Repräsentantenhaus in Washington, D.C. gewählt. Dort trat er am 4. März 1933 die Nachfolge von Cassius C. Dowell von der Republikanischen Partei an. Sein Wahlsieg war Teil des bundesweiten Trends zu Gunsten der Demokraten, der mit der Wahl von Franklin Roosevelt zum Präsidenten seinen Höhepunkt erreichte. Nach zwei Wiederwahlen konnte Wearin bis zum 3. Januar 1939 drei zusammenhängende Legislaturperioden im Kongress absolvieren. In dieser Zeit wurden die meisten der New-Deal-Gesetze der Roosevelt-Regierung im Kongress diskutiert und verabschiedet. Im Jahr 1933 trat der 21. Verfassungszusatz in Kraft, der das Alkoholverbot nach dem 18. Verfassungszusatz aus dem Jahr 1919 wieder aufhob.
Im Jahr 1938 verzichtete Wearin auf eine erneute Kandidatur. Stattdessen bewarb er sich mit Unterstützung von Präsident Roosevelt um die Nominierung seiner Partei für die Wahlen zum US-Senat. Roosevelt wollte so Amtsinhaber Guy Gillette aus dem Senat drängen. Der Plan schlug fehl, weil sich Wearin in den Vorwahlen nicht gegen Gillette durchsetzen konnte. Anschließend arbeitete Wearin wieder auf seiner Farm und blieb auch literarisch aktiv. Während des Zweiten Weltkrieges war er von 1941 bis 1944 Mitglied des Alien Enemy Hearing Board im südlichen Iowa. Zwischen 1948 und 1952 gehörte er dem Vorstand seiner Partei in Iowa an. Außerdem war er Mitglied des Bildungsausschusses im Mills County.
Im Jahr 1950 unterlag Otha Wearin erneut in den Senatsvorwahlen seiner Partei. Zwei Jahre später blieb er bei den Gouverneursvorwahlen ebenfalls erfolglos. Zwischen 1959 und 1961 war er Mitglied im Stab von Gouverneur Herschel Loveless; von 1965 bis 1969 arbeitete er in einer Kommission mit, die sich mit Problemen des Alterns befasste. Danach zog er sich aus der Politik zurück. In der Folge veröffentlichte er weitere Bücher und Artikel. Er befasste sich mit der Geschichte Iowas und setzte sich für den Umweltschutz ein. Auf seiner Ranch bei Hastings züchtete er außerdem Rinder. Otha Wearin starb am 3. April 1990 in Glenwood.